# 小行星8887
小行星8887（英語：8887 Scheeres）是一颗围绕太阳公转的小行星。1994年6月9日，埃莉諾·赫琳在帕洛马山发现了此天体。
这颗小行星的绝对星等为181.0442070379477等。